# Grand Prix de Plouay féminin 2018
La 20e édition du Grand Prix de Plouay féminin a eu lieu le 25 août 2018. Il s'agit de la vingt-et-unième manche de l'UCI World Tour féminin. Elle est remportée par la Néerlandaise Amy Pieters.

## Parcours
Le parcours en circuit est constitué de quatre tours de 27,7 km suivis d'un tour de 14,7 km, soit un total de 125,5 km.
Les coureuses empruntent la côte du Lézot, avant de prendre la direction de Kerscoulic puis Pont-Neuf. Ils longent alors le Scorff, passent à Pont-Calleck et près de la chapelle Sainte-Anne de Berné. Le circuit revient vers Pont-Neuf avant d'emprunter le Minojenn du Calvaire. Il finit par la côte de Ty Marrec, située à seulement 4 km de l'arrivée.

## Favorites

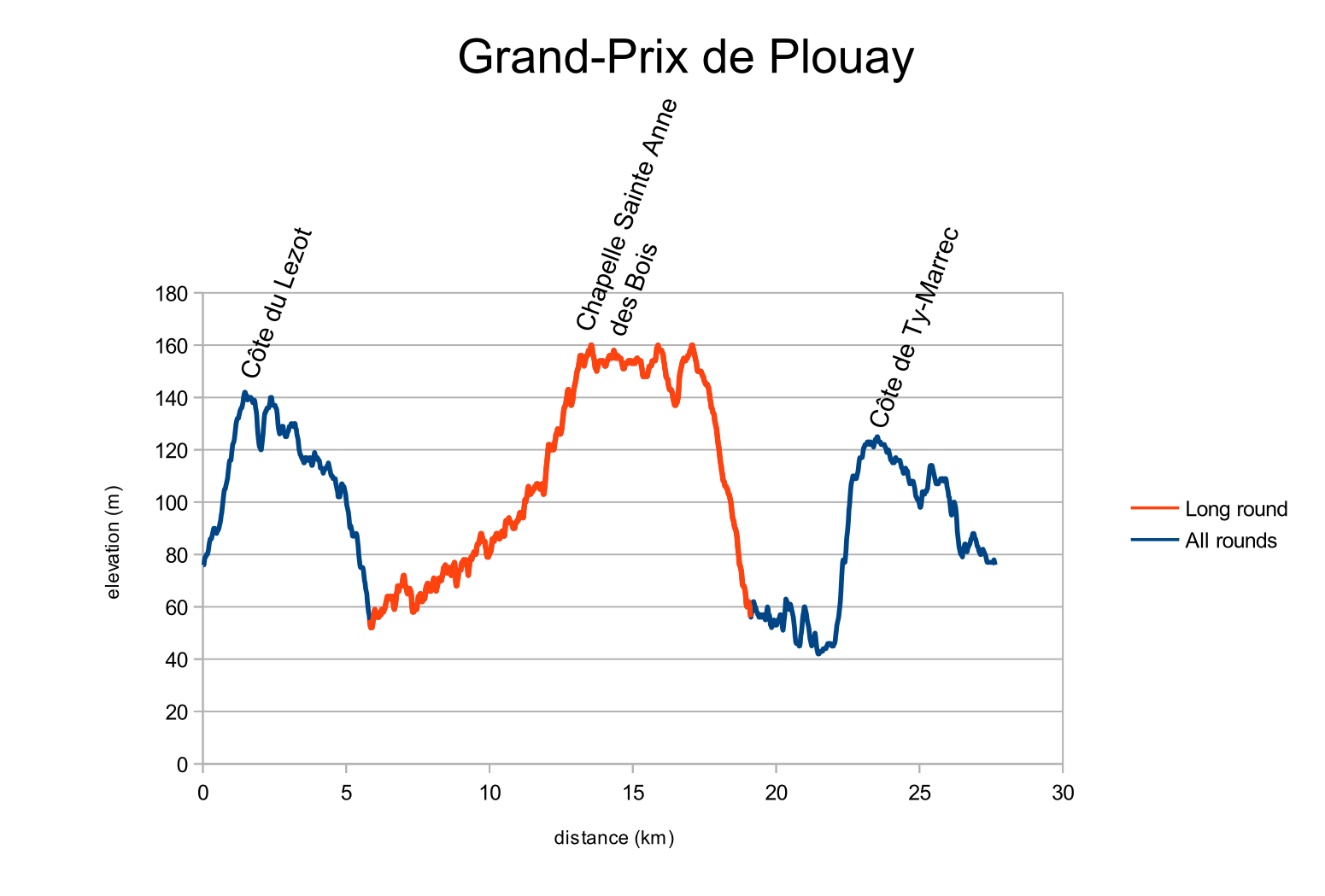
Profil du parcours

Marianne Vos est très en forme après ses victoires sur l'Open de Suède Vårgårda et le Tour de Norvège. Les autres favorites sont : Anna van der Breggen, Megan Guarnier, Katarzyna Niewiadoma, Elena Cecchini, Amanda Spratt, Janneke Ensing, Ashleigh Moolman, Cecilie Uttrup Ludwig, Eugenia Bujak, Shara Gillow, Elisa Longo Borghini et Coryn Rivera.

## Équipes
| Équipes féminines professionnelles (20)- Alé Cipollini - Aromitalia Vaiano - Astana Women's - Bizkaia-Durango - Boels Dolmans - BTC City Ljubljana - Canyon-SRAM Racing - Cervélo Bigla - Cylance - Doltcini-Van Eyck Sport - FDJ-Nouvelle Aquitaine-Futuroscope - Health Mate-Cyclelive Team - Mitchelton-Scott - Movistar Team - Sunweb - Tibco-Silicon Valley Bank - Valcar PBM - WaowDeals - Wiggle High5 - WNT-Rotor Pro Cycling |
| |

## Récit de la course
Dans le deuxième tour, Katia Ragusa attaque. Elle est cependant reprise au kilomètre cinquante-cinq. Audrey Cordon sort au kilomètre soixante-huit, mais elle n'est pas accompagnée et se relève. Une accélération de Tiffany Cromwell au kilomètre quatre-vingt-huit provoque une sélection dans le peloton. L'équipe Mitchelton-Scott part à sa poursuite. Alexis Ryan est l'auteur de l'attaque suivante, trois kilomètres plus loin. Au kilomètre quatre-vingt-quatorze, Hanna Nilsson passe à l'offensive. La Cervélo-Bigla la reprend à vingt-cinq kilomètres de la ligne. Dans la côte de Ty Marrec, Cecilie Uttrup Ludwig attaque. Les principales favorites répondent à cette attaque. Lors du dernier passage sur la ligne, elles sont encore vingt dans le peloton. Tout se joue dans la dernière ascension de Ty Marrec. Katarzyna Niewiadoma sort flanquée d'Elisa Longo Borghini. Marianne Vos les rejoint ensuite. Elles sont quinze au sommet. Megan Guarnier  puis Malgorzata Jasinska et enfin Soraya Paladin attaquent. Elles sont toutes rapidement reprises. Au sprint, Eugenia Bujak lance mais est remontée par Marianne Vos. Cependant c'est Amy Pieters qui grâce à un très bon final parvient à s'imposer.

## Classements

### Classement final
| \| Classement général \| Classement général \| Classement général \| Classement général \| Classement général \| \| Coureuse \| Coureuse \| Pays \| Équipe \| Temps \| \| ------------------ \| -------------------- \| ------------------ \| ------------------------- \| ------------------ \| \| 1re \| Amy Pieters \| Pays-Bas \| Boels Dolmans \| 3 h 17 min 18 s \| \| 2e \| Marianne Vos \| Pays-Bas \| WaowDeals \| + 0 s \| \| 3e \| Coryn Rivera \| États-Unis \| Sunweb \| + 0 s \| \| 4e \| Elena Cecchini \| Italie \| Canyon-SRAM Racing \| + 0 s \| \| 5e \| Amanda Spratt \| Australie \| Mitchelton-Scott \| + 0 s \| \| 6e \| Alison Jackson \| Canada \| Tibco-Silicon Valley Bank \| + 0 s \| \| 7e \| Małgorzata Jasińska \| Pologne \| Movistar Team \| + 0 s \| \| 8e \| Ashleigh Moolman \| Afrique du Sud \| Cervélo Bigla \| + 0 s \| \| 9e \| Eugenia Bujak \| Slovénie \| BTC City Ljubljana \| + 0 s \| \| 10e \| Katarzyna Niewiadoma \| Pologne \| Canyon-SRAM Racing \| + 0 s \| \| 11e \| Megan Guarnier \| États-Unis \| Boels Dolmans \| + 0 s \| \| 12e \| Elisa Longo Borghini \| Italie \| Wiggle High5 \| + 0 s \| \| 13e \| Liane Lippert \| Allemagne \| Sunweb \| + 0 s \| \| 14e \| Aude Biannic \| France \| Movistar Team \| + 0 s \| \| 15e \| Soraya Paladin \| Italie \| Alé Cipollini \| + 4 s \| |                      |                |                           |                 |
| |                      |                |                           |                 |
| Source : ProCyclingStats |                      |                |                           |                 |
| Classement général |                      |                |                           |                 |
| Coureuse | Coureuse             | Pays           | Équipe                    | Temps           |
| 1re | Amy Pieters          | Pays-Bas       | Boels Dolmans             | 3 h 17 min 18 s |
| 2e | Marianne Vos         | Pays-Bas       | WaowDeals                 | + 0 s           |
| 3e | Coryn Rivera         | États-Unis     | Sunweb                    | + 0 s           |
| 4e | Elena Cecchini       | Italie         | Canyon-SRAM Racing        | + 0 s           |
| 5e | Amanda Spratt        | Australie      | Mitchelton-Scott          | + 0 s           |
| 6e | Alison Jackson       | Canada         | Tibco-Silicon Valley Bank | + 0 s           |
| 7e | Małgorzata Jasińska  | Pologne        | Movistar Team             | + 0 s           |
| 8e | Ashleigh Moolman     | Afrique du Sud | Cervélo Bigla             | + 0 s           |
| 9e | Eugenia Bujak        | Slovénie       | BTC City Ljubljana        | + 0 s           |
| 10e | Katarzyna Niewiadoma | Pologne        | Canyon-SRAM Racing        | + 0 s           |
| 11e | Megan Guarnier       | États-Unis     | Boels Dolmans             | + 0 s           |
| 12e | Elisa Longo Borghini | Italie         | Wiggle High5              | + 0 s           |
| 13e | Liane Lippert        | Allemagne      | Sunweb                    | + 0 s           |
| 14e | Aude Biannic         | France         | Movistar Team             | + 0 s           |
| 15e | Soraya Paladin       | Italie         | Alé Cipollini             | + 4 s           |

### UCI World Tour

#### Points attribués
| Position           | 1er | 2e  | 3e  | 4e  | 5e | 6e | 7e | 8e | 9e | 10e | 11e | 12e | 13e | 14e | 15e | 16e à 30e | 31e à 40e |
| Classement général | 200 | 150 | 125 | 100 | 85 | 70 | 60 | 50 | 40 | 35  | 30  | 25  | 20  | 15  | 10  | 5         | 3         |

| Classement par points | Classement par points | Classement par points | Classement par points | Classement par points |
| Coureuse              | Coureuse              | Pays                  | Équipe                | Points                |
| --------------------- | --------------------- | --------------------- | --------------------- | --------------------- |
| 1re                   | Marianne Vos          | Pays-Bas              | WaowDeals             | 1394.88 pts           |
| 2e                    | Anna van der Breggen  | Pays-Bas              | Boels Dolmans         | 1160.33 pts           |
| 3e                    | Amanda Spratt         | Australie             | Mitchelton-Scott      | 1125.86 pts           |
| 4e                    | Annemiek van Vleuten  | Pays-Bas              | Mitchelton-Scott      | 1105.86 pts           |
| 5e                    | Ashleigh Moolman      | Afrique du Sud        | Cervélo Bigla         | 1012.95 pts           |
| 6e                    | Katarzyna Niewiadoma  | Pologne               | Canyon-SRAM Racing    | 887.67 pts            |
| 7e                    | Coryn Rivera          | États-Unis            | Sunweb                | 886.33 pts            |
| 8e                    | Amy Pieters           | Pays-Bas              | Boels Dolmans         | 850.9 pts             |
| 9e                    | Jolien D'Hoore        | Belgique              | Mitchelton-Scott      | 637.86 pts            |
| 10e                   | Chantal Blaak         | Pays-Bas              | Boels Dolmans         | 578.9 pts             |

| Classement par points | Classement par points | Classement par points | Classement par points | Classement par points |
| Coureuse              | Coureuse              | Pays                  | Équipe                | Points                |
| --------------------- | --------------------- | --------------------- | --------------------- | --------------------- |
| 1re                   | Marianne Vos          | Pays-Bas              | WaowDeals             | 1394.88 pts           |
| 2e                    | Anna van der Breggen  | Pays-Bas              | Boels Dolmans         | 1160.33 pts           |
| 3e                    | Amanda Spratt         | Australie             | Mitchelton-Scott      | 1125.86 pts           |
| 4e                    | Annemiek van Vleuten  | Pays-Bas              | Mitchelton-Scott      | 1105.86 pts           |
| 5e                    | Ashleigh Moolman      | Afrique du Sud        | Cervélo Bigla         | 1012.95 pts           |
| 6e                    | Katarzyna Niewiadoma  | Pologne               | Canyon-SRAM Racing    | 887.67 pts            |
| 7e                    | Coryn Rivera          | États-Unis            | Sunweb                | 886.33 pts            |
| 8e                    | Amy Pieters           | Pays-Bas              | Boels Dolmans         | 850.9 pts             |
| 9e                    | Jolien D'Hoore        | Belgique              | Mitchelton-Scott      | 637.86 pts            |
| 10e                   | Chantal Blaak         | Pays-Bas              | Boels Dolmans         | 578.9 pts             |

| Classement du meilleur jeune | Classement du meilleur jeune | Classement du meilleur jeune | Classement du meilleur jeune | Classement du meilleur jeune |
| Coureuse                     | Coureuse                     | Pays                         | Équipe                       | Points                       |
| ---------------------------- | ---------------------------- | ---------------------------- | ---------------------------- | ---------------------------- |
| 1re                          | Sofia Bertizzolo             | Italie                       | Astana Women's Team          | 40 pts                       |
| 2e                           | Liane Lippert                | Allemagne                    | Sunweb                       | 18 pts                       |
| 3e                           | Jeanne Korevaar              | Pays-Bas                     | WaowDeals                    | 16 pts                       |

| Classement du meilleur jeune | Classement du meilleur jeune | Classement du meilleur jeune | Classement du meilleur jeune | Classement du meilleur jeune |
| Coureuse                     | Coureuse                     | Pays                         | Équipe                       | Points                       |
| ---------------------------- | ---------------------------- | ---------------------------- | ---------------------------- | ---------------------------- |
| 1re                          | Sofia Bertizzolo             | Italie                       | Astana Women's Team          | 40 pts                       |
| 2e                           | Liane Lippert                | Allemagne                    | Sunweb                       | 18 pts                       |
| 3e                           | Jeanne Korevaar              | Pays-Bas                     | WaowDeals                    | 16 pts                       |

| Classement par équipes aux points | Classement par équipes aux points | Classement par équipes aux points | Classement par équipes aux points |
| Équipe                            | Équipe                            | Pays                              | Points                            |
| --------------------------------- | --------------------------------- | --------------------------------- | --------------------------------- |
| 1re                               | Boels Dolmans                     | Pays-Bas                          | 3991.99 pts                       |
| 2e                                | Mitchelton-Scott                  | Australie                         | 3482.02 pts                       |
| 3e                                | Sunweb                            | Pays-Bas                          | 2346.97 pts                       |
| 4e                                | WaowDeals                         | Pays-Bas                          | 2342.99 pts                       |
| 5e                                | Canyon-SRAM Racing                | Allemagne                         | 2290.02 pts                       |
| 6e                                | Cervélo Bigla                     | Danemark                          | 1986.99 pts                       |
| 7e                                | Wiggle High5                      | Royaume-Uni                       | 1818.03 pts                       |
| 8e                                | Alé Cipollini                     | Italie                            | 1427.98 pts                       |
| 9e                                | Movistar Team                     | Espagne                           | 769.88 pts                        |
| 10e                               | Valcar PBM                        | Italie                            | 724.02 pts                        |

| Classement par équipes aux points | Classement par équipes aux points | Classement par équipes aux points | Classement par équipes aux points |
| Équipe                            | Équipe                            | Pays                              | Points                            |
| --------------------------------- | --------------------------------- | --------------------------------- | --------------------------------- |
| 1re                               | Boels Dolmans                     | Pays-Bas                          | 3991.99 pts                       |
| 2e                                | Mitchelton-Scott                  | Australie                         | 3482.02 pts                       |
| 3e                                | Sunweb                            | Pays-Bas                          | 2346.97 pts                       |
| 4e                                | WaowDeals                         | Pays-Bas                          | 2342.99 pts                       |
| 5e                                | Canyon-SRAM Racing                | Allemagne                         | 2290.02 pts                       |
| 6e                                | Cervélo Bigla                     | Danemark                          | 1986.99 pts                       |
| 7e                                | Wiggle High5                      | Royaume-Uni                       | 1818.03 pts                       |
| 8e                                | Alé Cipollini                     | Italie                            | 1427.98 pts                       |
| 9e                                | Movistar Team                     | Espagne                           | 769.88 pts                        |
| 10e                               | Valcar PBM                        | Italie                            | 724.02 pts                        |

## Liste des participantes
| Légende | Légende                                                                    | Légende | Légende                                                    |
| ------- | -------------------------------------------------------------------------- | ------- | ---------------------------------------------------------- |
| Num     | Dossard de départ porté par le coureur sur ce Grand Prix de Plouay         | Pos     | Position à l'arrivée de la course                          |
|         | Indique un maillot de champion national ou mondial, suivi de sa spécialité | NP      | Indique un coureur qui n'a pas pris le départ de la course |
| AB      | Indique un coureur qui n'a pas terminé la course                           | HD      | Indique un coureur qui a terminé la course hors des délais |

| Boels-Dolmans DLT               | Boels-Dolmans DLT      | Boels-Dolmans DLT |
| ------------------------------- | ---------------------- | ----------------- |
| Num                             | Coureur                | Pos               |
| 1                               | Skylar Schneider (USA) | 83e               |
| 3                               | Karol-Ann Canuel (CAN) | AB                |
| 4                               | Megan Guarnier (USA)   | 11e               |
| 6                               | Amy Pieters (NED)      | 1re               |
| Directeur sportif : Bram Sevens |                        |                   |

| Canyon-SRAM CSR                 | Canyon-SRAM CSR            | Canyon-SRAM CSR |
| ------------------------------- | -------------------------- | --------------- |
| Num                             | Coureur                    | Pos             |
| 11                              | Alexis Ryan (USA)          | 80e             |
| 12                              | Hannah Barnes (GBR)        | 78e             |
| 13                              | Elena Cecchini (ITA)       | 4e              |
| 14                              | Tiffany Cromwell (AUS)     | 81e             |
| 15                              | Katarzyna Niewiadoma (POL) | 10e             |
| Directeur sportif : Beth Duryea |                            |                 |

| Mitchelton-Scott MTS           | Mitchelton-Scott MTS  | Mitchelton-Scott MTS |
| ------------------------------ | --------------------- | -------------------- |
| Num                            | Coureur               | Pos                  |
| 21                             | Sarah Roy (AUS)       | 36e                  |
| 22                             | Amanda Spratt (AUS)   | 5e                   |
| 23                             | Jessica Allen (AUS)   | 77e                  |
| 24                             | Jenelle Crooks (AUS)  | NP                   |
| 25                             | Alexandra Manly (AUS) | 50e                  |
| Directeur sportif : Gene Bates |                       |                      |

| Alé Cipollini ALE                     | Alé Cipollini ALE     | Alé Cipollini ALE |
| ------------------------------------- | --------------------- | ----------------- |
| Num                                   | Coureur               | Pos               |
| 31                                    | Chloe Hosking (AUS)   | 34e               |
| 32                                    | Mayuko Hagiwara (JPN) | AB                |
| 33                                    | Janneke Ensing (NED)  | 29e               |
| 34                                    | Daiva Tušlaitė (LTU)  | 57e               |
| 35                                    | Soraya Paladin (ITA)  | 15e               |
| 36                                    | Ane Santesteban (ESP) | 27e               |
| Directeur sportif : Gulnara Fatkúlina |                       |                   |

| WaowDeals WAD                         | WaowDeals WAD              | WaowDeals WAD |
| ------------------------------------- | -------------------------- | ------------- |
| Num                                   | Coureur                    | Pos           |
| 41                                    | Marianne Vos (NED)         | 2e            |
| 42                                    | Danielle Rowe (GBR)        | 16e           |
| 43                                    | Yara Kastelijn (NED)       | 26e           |
| 44                                    | Pauliena Rooijakkers (NED) | AB            |
| 45                                    | Inge van der Heijden (NED) | AB            |
| 46                                    | Rotem Gafinovitz (ISR)     | 52e           |
| Directeur sportif : Jeroen Blijlevens |                            |               |

| Cervélo Bigla CBT                  | Cervélo Bigla CBT           | Cervélo Bigla CBT |
| ---------------------------------- | --------------------------- | ----------------- |
| Num                                | Coureur                     | Pos               |
| 51                                 | Ashleigh Moolman (RSA)      | 8e                |
| 52                                 | Lotta Lepistö (FIN) (route) | AB                |
| 53                                 | Cecilie Uttrup Ludwig (DEN) | 20e               |
| 54                                 | Nicole Hanselmann (SUI)     | 86e               |
| 55                                 | Clara Koppenburg (GER)      | 21e               |
| 56                                 | Sophie Wright (GBR)         | 53e               |
| Directeur sportif : Thomas Campana |                             |                   |

| Cylance CPC                        | Cylance CPC              | Cylance CPC |
| ---------------------------------- | ------------------------ | ----------- |
| Num                                | Coureur                  | Pos         |
| 61                                 | Marta Tagliaferro (ITA ) | 60e         |
| 62                                 | Giorgia Bronzini (ITA)   | 41e         |
| 63                                 | Rossella Ratto (ITA )    | 33e         |
| 64                                 | Omer Shapira (ISR )      | 58e         |
| 65                                 | Jelena Eric (SRB)        | NP          |
| Directeur sportif : Manel Lacambra |                          |             |

| BTC City Ljubljana BTC           | BTC City Ljubljana BTC        | BTC City Ljubljana BTC |
| -------------------------------- | ----------------------------- | ---------------------- |
| Num                              | Coureur                       | Pos                    |
| 71                               | Eugenia Bujak (SLO)           | 9e                     |
| 72                               | Polona Batagelj (SLO) (route) | 32e                    |
| 73                               | Hanna Nilsson (SWE)           | 38e                    |
| 74                               | Urška Žigart (SLO)            | 64e                    |
| 75                               | Anastasia Iakovenko (RUS)     | 19e                    |
| 76                               | Ursa Pintar (SLO)             | 39e                    |
| Directeur sportif : Gorazd Penko |                               |                        |

| BePink BPK                        | BePink BPK                    | BePink BPK |
| --------------------------------- | ----------------------------- | ---------- |
| Num                               | Coureur                       | Pos        |
| 81                                | Tatiana Guderzo (ITA)         | 31e        |
| 82                                | Nicole Steigenga (NED)        | 71e        |
| 83                                | Katia Ragusa (ITA)            | 54e        |
| 84                                | Maria Vittoria Speretto (ITA) | AB         |
| 85                                | Erica Magnaldi (ITA)          | 40e        |
| 86                                | Francesca Pattaro (ITA)       | 73e        |
| Directeur sportif : Sigrid Corneo |                               |            |

| FDJ-Nouvelle Aquitaine-Futuroscope FUT | FDJ-Nouvelle Aquitaine-Futuroscope FUT | FDJ-Nouvelle Aquitaine-Futuroscope FUT |
| -------------------------------------- | -------------------------------------- | -------------------------------------- |
| Num                                    | Coureur                                | Pos                                    |
| 91                                     | Shara Gillow (AUS)                     | 45e                                    |
| 92                                     | Coralie Demay (FRA)                    | 74e                                    |
| 93                                     | Charlotte Bravard (FRA)                | 68e                                    |
| 94                                     | Eugénie Duval (FRA)                    | 23e                                    |
| 95                                     | Victorie Guilman (FRA)                 | 67e                                    |
| 96                                     | Roxane Fournier (FRA)                  | 69e                                    |
| Directeur sportif : Cédric Barre       |                                        |                                        |

| Wiggle High5 WHT                | Wiggle High5 WHT           | Wiggle High5 WHT |
| ------------------------------- | -------------------------- | ---------------- |
| Num                             | Coureur                    | Pos              |
| 101                             | Elisa Longo Borghini (ITA) | 12e              |
| 102                             | Martina Ritter (AUT)       | 43e              |
| 103                             | Audrey Cordon (FRA)        | 25e              |
| 104                             | Lisa Brennauer (GER)       | 76e              |
| 105                             | Emilia Fahlin (SWE)        | AB               |
| 106                             | Amy Cure (AUS)             | 82e              |
| Directeur sportif : Allan Davis |                            |                  |

| Health Mate-Cyclelive HCT              | Health Mate-Cyclelive HCT    | Health Mate-Cyclelive HCT |
| -------------------------------------- | ---------------------------- | ------------------------- |
| Num                                    | Coureur                      | Pos                       |
| 111                                    | Špela Kern (SLO)             | 44e                       |
| 112                                    | Marieke van Witzenburg (NED) | 85e                       |
| 113                                    | Christina Perchtold (AUT)    | 79e                       |
| 114                                    | Zsófia Szabó (HUN)           | 51e                       |
|                                        | Anna Veronika Kormos (HUN)   | AB                        |
| 116                                    | Lara Defour (BEL)            | AB                        |
| Directeur sportif : Patrick van Gansen |                              |                           |

| Bizkaia Durango-Euskadi Murias BDM    | Bizkaia Durango-Euskadi Murias BDM | Bizkaia Durango-Euskadi Murias BDM |
| ------------------------------------- | ---------------------------------- | ---------------------------------- |
| Num                                   | Coureur                            | Pos                                |
| 121                                   | Danielle Christmas (GBR)           | 42e                                |
| 122                                   | Ainara Elbusto (ESP)               | AB                                 |
| 123                                   | Cristina Martinez (ESP)            | 55e                                |
| 125                                   | Henrietta Colborne (GBR)           | 87e                                |
| 126                                   | Aro Gorostiza (ESP)                | AB                                 |
| Directeur sportif : Agurtzane Orriaga |                                    |                                    |

| Tibco-SVB TIB                     | Tibco-SVB TIB                 | Tibco-SVB TIB |
| --------------------------------- | ----------------------------- | ------------- |
| Num                               | Coureur                       | Pos           |
| 131                               | Brodie Chapman (AUS)          | 48e           |
| 132                               | Ingrid Drexel (MEX)           | 63e           |
| 133                               | Alison Jackson (CAN)          | 6e            |
| 134                               | Shannon Malseed (AUS) (route) | AB            |
| 136                               | Alice Cobb (GBR)              | 35e           |
| Directeur sportif : Edward Beamon |                               |               |

| Sunweb SUN                          | Sunweb SUN                  | Sunweb SUN |
| ----------------------------------- | --------------------------- | ---------- |
| Num                                 | Coureur                     | Pos        |
| 141                                 | Leah Kirchmann (CAN)        | 17e        |
| 142                                 | Juliette Labous (FRA)       | 59e        |
| 143                                 | Liane Lippert (GER) (route) | 13e        |
| 144                                 | Coryn Rivera (USA) (route)  | 3e         |
| 145                                 | Julia Soek (NED)            | AB         |
| 146                                 | Ruth Winder (USA)           | 18e        |
| Directeur sportif : Hans Timmermans |                             |            |

| Valcar-PBM VAL                       | Valcar-PBM VAL         | Valcar-PBM VAL |
| ------------------------------------ | ---------------------- | -------------- |
| Num                                  | Coureur                | Pos            |
| 151                                  | Chiara Consonni (ITA)  | 75e            |
| 152                                  | Silvia Pollicini (ITA) | 66e            |
| 153                                  | Alessia Vigilia (ITA)  | 70e            |
| 154                                  | Asja Paladin (ITA)     | 46e            |
| 155                                  | Silvia Persico (ITA)   | 72e            |
| Directeur sportif : Matteo Filipponi |                        |                |

| Doltcini-Van Eyck Sport DVE     | Doltcini-Van Eyck Sport DVE | Doltcini-Van Eyck Sport DVE |
| ------------------------------- | --------------------------- | --------------------------- |
| Num                             | Coureur                     | Pos                         |
| 161                             | Sofie de Vuyst (BEL)        | 24e                         |
| 162                             | Saartje Vandenbroucke (BEL) | AB                          |
| 163                             | Mieke Docx (BEL)            | AB                          |
| 164                             | Pascale Jeuland (FRA)       | 84e                         |
| 165                             | Marion Sicot (FRA)          | 30e                         |
| 166                             | Bryony van Velzen (NED)     | 61e                         |
| Directeur sportif : Marc Bracke |                             |                             |

| WNT Rotor WNT                      | WNT Rotor WNT                 | WNT Rotor WNT |
| ---------------------------------- | ----------------------------- | ------------- |
| Num                                | Coureur                       | Pos           |
| 171                                | Anna Badegruber (AUT)         | AB            |
| 172                                | Natalie Grinczer (GBR)        | 49e           |
| 173                                | Gabrielle Pilote-Fortin (CAN) | 65e           |
| 175                                | Aafke Soet (NED)              | AB            |
| 176                                | Winanda Spoor (NED)           | AB            |
| Directeur sportif : Dirk Baldinger |                               |               |

| Movistar MOV                   | Movistar MOV               | Movistar MOV |
| ------------------------------ | -------------------------- | ------------ |
| Num                            | Coureur                    | Pos          |
| 181                            | Aude Biannic (FRA) (route) | 14e          |
| 182                            | Eider Merino (ESP) (route) | 28e          |
| 183                            | Alicia Gonzalez (ESP)      | 47e          |
| 184                            | Malgorzata Jasinska (POL)  | 7e           |
| 185                            | Lorena Llamas (ESP)        | 62e          |
| 186                            | Rachel Neylan (AUS)        | 37e          |
| Directeur sportif : Jorge Sanz |                            |              |

| Aromitalia Vaiano VAI              | Aromitalia Vaiano VAI        | Aromitalia Vaiano VAI |
| ---------------------------------- | ---------------------------- | --------------------- |
| Num                                | Coureur                      | Pos                   |
| 191                                | Rasa Leleivytė (LTU) (route) | 22e                   |
| 192                                | Michela Balducci (ITA)       | AB                    |
| 193                                | Lija Laizane (LAT) (route)   | 56e                   |
| 194                                | Giulia Marchesini (ITA)      | AB                    |
| 195                                | Emilia Matteoli (ITA)        | AB                    |
| 196                                | Nicole Nesti (ITA)           | AB                    |
| Directeur sportif : Matteo Ferrari |                              |                       |

Source.